# Borstplaat (harnas)
Een borstplaat vormt met de rugplaat een de zogeheten kuras, een deel van een harnas. De borstplaat beschermde de borst - en daarmee het hart - in de strijd. Kurassen bestaan er in vele soorten en maten, afhankelijk van de tijd, de plaats en de functie waarvoor het gebruikt werd. Voorbeelden zijn het piekenierskuras en het ganzenbuikkuras.
- Ook door Indianen werden beschermende borstplaten gedragen, om de kracht van pijlen te verzachten en om tegen bepaalde wurgtechnieken te beschermen.
- In de bijbel werd de borstplaat gedragen door hogepriesters in het Oude Testament. Deze was beschreven met de namen van de twaalf stammen van Israël
- Binnen de Mormoonse godsdienst is de borstplaat een van de voorwerpen die door Joseph Smith - stichter van de Mormonen - aangetroffen werden in een stenen kist, samen met het op gouden platen geschreven boek van Mormon en twee magische stenen.
- Het borstdeel van een verstelbaar hondentuigje wordt ook wel borstplaat genoemd. Het bevindt zich op de borst van de hond, en kan desgewenst voorzien worden van tekst of van vrolijk gekleurde steentjes.